# Qantas

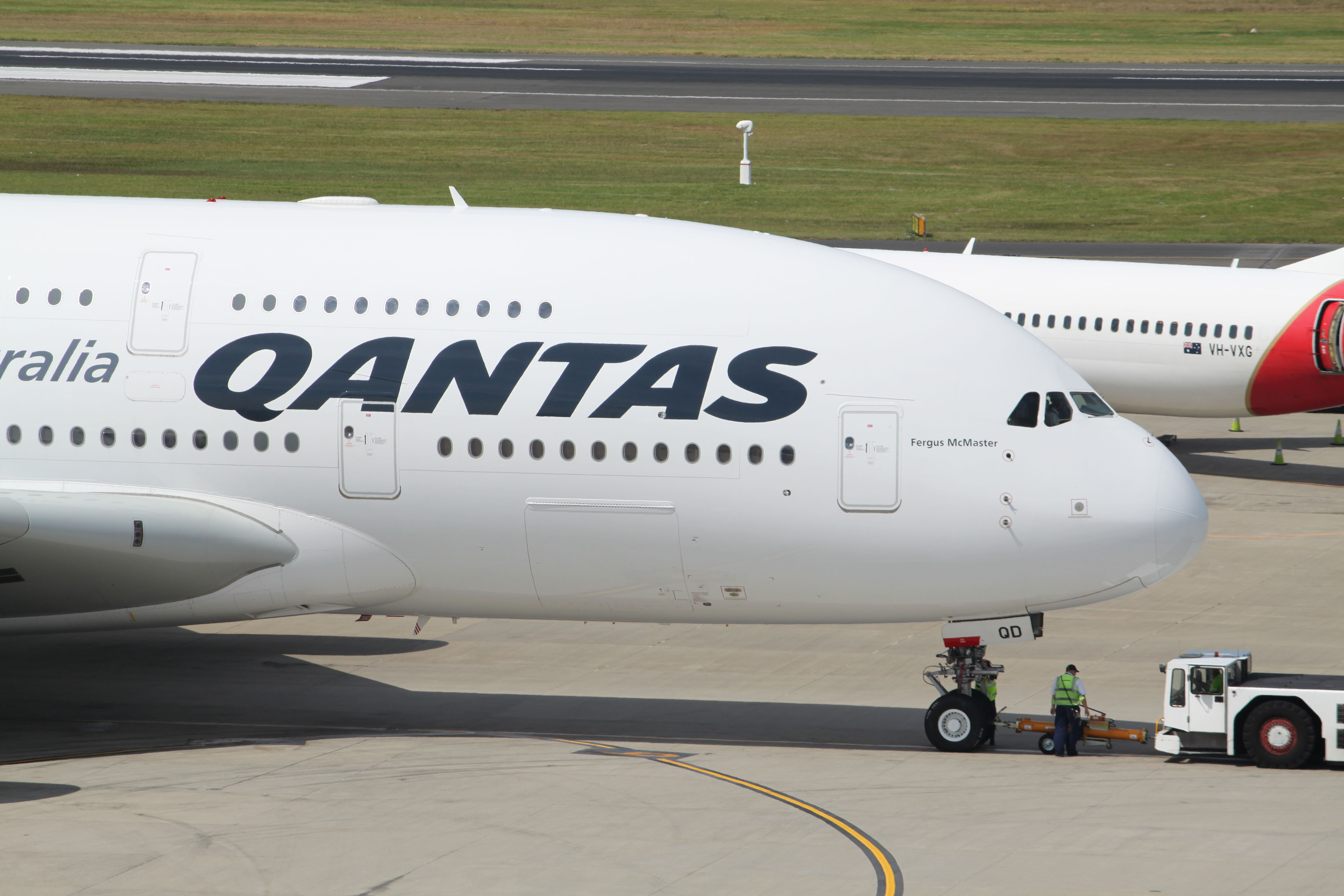
Airbus A380 Qantas

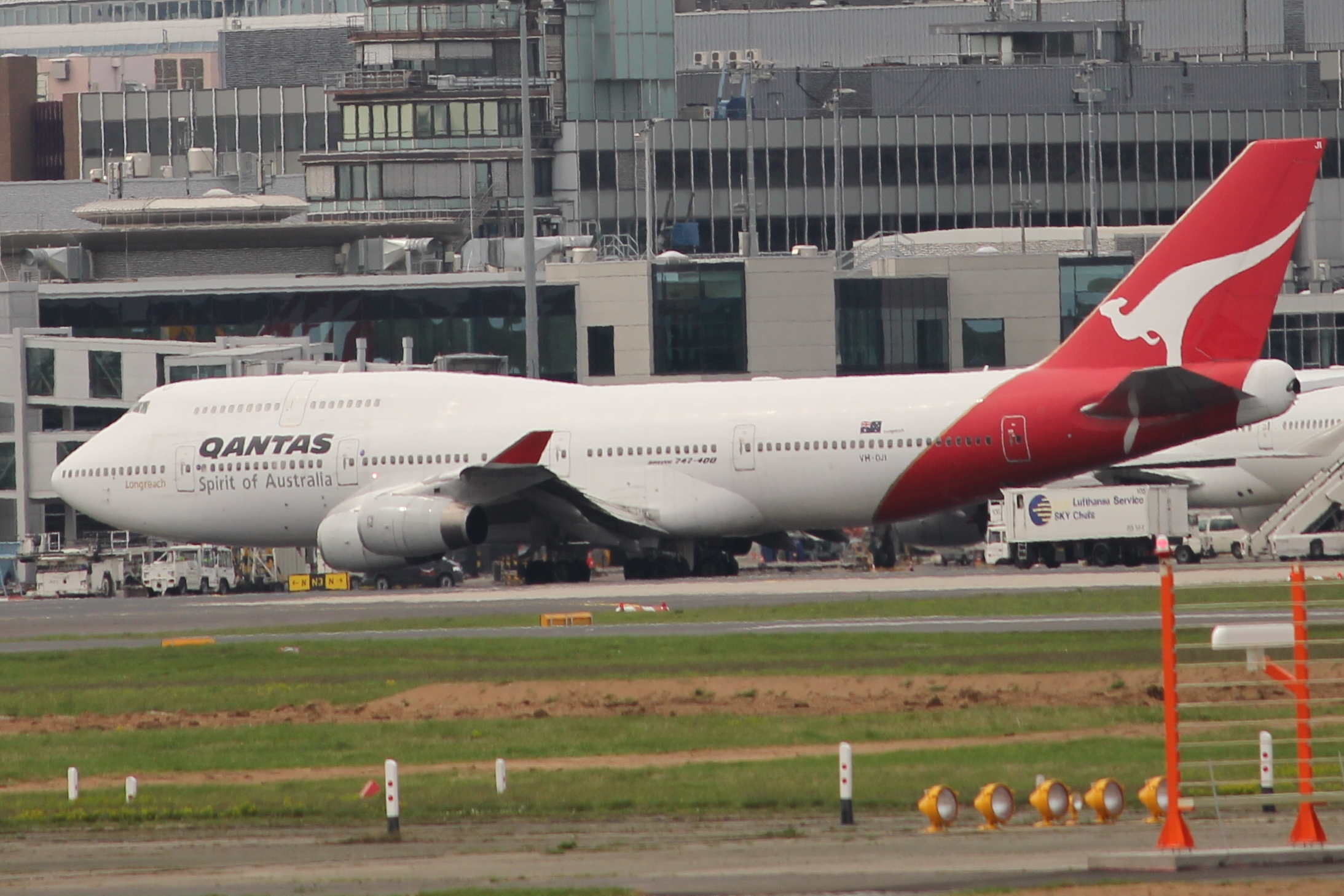
Boeing 747-400 v barvách Qantas (registrace VH-OJI)

Qantas Airways Limited je australská letecká společnost, která sídlí v Sydney a hlavní sídlo má na letišti Sydney. Je to největší australská letecká společnost a po KLM a Avianca třetí nejstarší nepřetržitě působící letecká společnost na světě. Dceřiné společnosti Qantas jsou regionální společnost QantasLink a nákladní společnost Qantas Freight.
K únoru 2018 létá do 85 destinací a má flotilu 124 letounů.

## Historie
Firma byla založena 16. listopadu 1920 jako Queensland and Northern Territory Aerial Services (QANTAS). Jejím prvním letadlem byl typ Avro 504. V roce 1998 Qantas spolu s aeroliniemi American Airlines, British Airways, Canadian Airways a Cathay Pacific založil alianci leteckých dopravců Oneworld. V roce 2008 společnost získala svůj první Airbus A380, největší dopravní letoun světa. Ke konci března 2018 společnost uskutečnila první přímou linku z Austrálie do Evropy (Perth – Londýn), a to Boeingem 787-9.

## Letecké nehody
- Let Qantas 32 – 4. listopadu 2010 explodoval při přistání motor Airbusu A380 Qantas, jednalo se o první vážnou nehodu tohoto typu. I přes to ale nedošlo k žádným zraněním.
- Let Qantas 72 – 7. října 2008 softwarová chyba způsobila dvě propadnutí letounu Airbus A330-300. 119 lidí bylo zraněno.[zdroj?]
- Let Qantas 1 – 23. září 1999 došlo u letounu Boeing 747-400 k incidentu na letišti v Bangkoku z důvodu aquaplaningu. 19 lidí bylo zraněno.[zdroj?]

## Reference

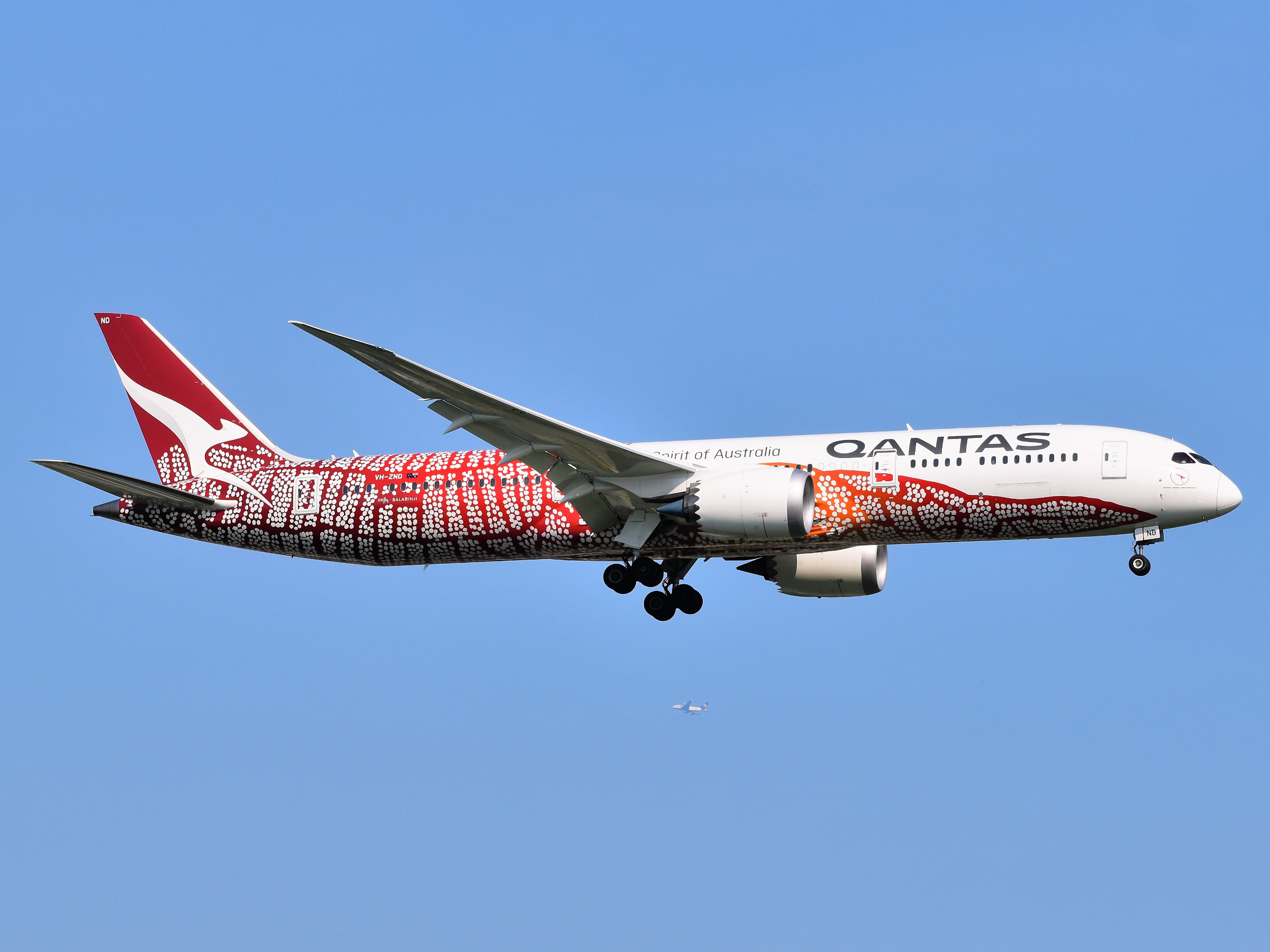
Qantas Boeing 787-9